# Provinz Chapare
Chapare ist eine Provinz im nördlichen Teil des bolivianischen Departamento Cochabamba.
Die Provinz liegt im tropischen Tiefland und ist größtenteils von Urwald bedeckt. Chapare ist landschaftlich reizvoll und wenig erschlossen.

## Lage im Nahraum
Die Provinz ist eine von sechzehn Provinzen im Departamento Cochabamba. Sie erstreckt sich etwa zwischen 15° 48' und 17° 30' südlicher Breite und 65° 12' und 66° 48' westlicher Länge, ihre Ausdehnung von Westen nach Osten beträgt 150 Kilometer, von Norden nach Süden 80 Kilometer.
Nachbarprovinzen: Die Provinz grenzt im Westen an die Provinz Ayopaya, im Südwesten an die Provinz Quillacollo und die Provinz Cercado, im Süden an die Provinz Esteban Arce, die Provinz Germán Jordán und die Provinz Punata, im Südosten an die Provinz Tiraque, im Nordosten an die Provinz Carrasco, und im Norden an das Departamento Beni.

## Bevölkerung
Die Einwohnerzahl der Provinz Chapare ist in den vergangenen drei Jahrzehnten auf das Zweieinhalbfache angestiegen:
| Jahr | Einwohner | Quelle       |
| ---- | --------- | ------------ |
| 1992 | 131 727   | Volkszählung |
| 2001 | 187 358   | Volkszählung |
| 2012 | 262 239   | Volkszählung |
| 2024 | 338 408   | Volkszählung |

41,5 Prozent der Bevölkerung sind jünger als 15 Jahre, der Alphabetisierungsgrad in der Provinz beträgt 80,6 Prozent.  (1992)
82,4 Prozent der Bevölkerung sprechen Spanisch, 84,4 Prozent Quechua, 4,8 Prozent Aymara, und 0,5 Prozent andere indigene Sprachen. (1992)
63,2 Prozent der Bevölkerung haben keinen Zugang zu Elektrizität, 56,4 Prozent leben ohne sanitäre Einrichtung (1992).
85,8 Prozent der Einwohner sind katholisch, 11,5 Prozent sind evangelisch (1992).

## Wirtschaft
Seit den 1980er Jahren haben sich im Chapare zunehmend indigene Minenarbeiter (Mineros) und Kleinbauern (Campesinos) angesiedelt, die im Hochland (Altiplano) keine Lebensgrundlage mehr sahen.
Seit dieser Zeit hatte sich der Chapare zu einem Zentrum des Anbaus von Koka entwickelt. Durch staatliche Programme gegen den Kokaanbau ist es in den darauffolgenden Jahrzehnten immer wieder zu gewaltsamen Konfrontationen zwischen der Staatsgewalt und den Kokabauern gekommen. Die Spannungen entluden sich wiederholt in massiven sozialen Unruhen, in deren Verlauf es regelmäßig zu Blockaden der wichtigen Ost-West-Straßenverbindung Cochabamba – Santa Cruz gekommen ist, die durch die Unruheprovinz verläuft.
Evo Morales, Anführer der bolivianischen Kokapflanzer-Bewegung und ab 2006 amtierender Präsident Boliviens, ist der Sohn eines jener Bauern, die aus dem Hochland um Oruro in den Chapare auswanderten, um sich u. a. durch den Anbau von Koka eine Lebensgrundlage zu schaffen. Auch das Ende seiner Präsidentschaft erfolgte von der integrierten Region Chapare-Chimoré aus, als er am 12. November 2019 auf dramatische Weise mit einem Flugzeug der mexikanischen Luftwaffe von Chimoré nach Mexiko vor gewalttätigen Oppositionellen flüchtete (siehe auch Präsidentschaftswahl in Bolivien 2019).

## Gliederung
Die Provinz Chapare gliederte sich bei der letzten Volkszählung von 2024 in die folgenden drei Verwaltungsbezirke (bolivianisch: Municipios):

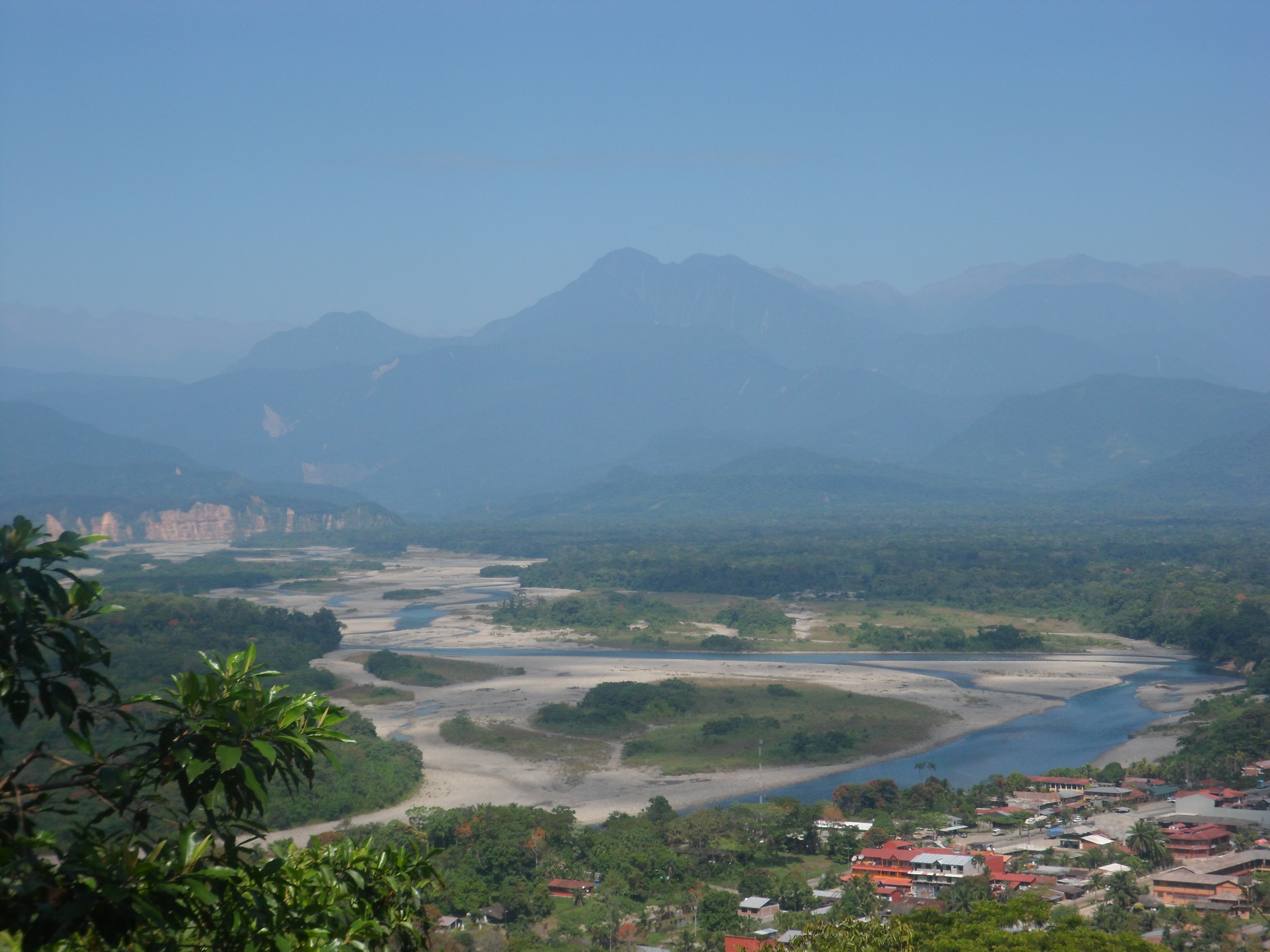
Villa Tunari am Río Chapare

- 03-1001 Municipio Sacaba – 218.502 Einwohner
- 03-1002 Municipio Colomi – 19.318 Einwohner
- 03-1003 Municipio Villa Tunari – 95.588 Einwohner

## Ortschaften in der Provinz Chapare
- Municipio Sacaba
  - Sacaba 149.563 Einw. – Korihuma II 1622 Einw. – Tutimayu 1147 Einw. – Sindicato Ichicollo 728 Einw. – Lopez Rancho 691 Einw. – Lava Lava Alta 609 Einw. – Challviri 469 Einw. – Palca 369 Einw. – Kaluyo Chico 268 Einw. – Sapanani Centro 166 Einw. – Chaquiqocha 135 Einw.

- Municipio Colomi
  - Colomi 3914 Einw. – Aguirre 1019 Einw. – Corani Pampa 708 Einw. – Tablas Monte 690 Einw. – Chomoco 544 Einw. – Santa Isabel 544 Einw. – Liriuni 526 Einw. – San Isidro de Kichka Moqu 501 Einw. – Paracti 327 Einw. – Primera Candelaria 322 Einw. – Mosoj Llajta 283 Einw. – Pampa Tambo 275 Einw.

- Municipio Villa Tunari
  - Eterazama 3359 Einw. – Villa Tunari 3210 Einw. – Villa 14 de Septiembre 2123 Einw. – Chipiriri 1064 Einw. – San Gabriel 1041 Einw. – Paractito 1029 Einw. – Samuzabety 999 Einw. – Isinuta 971 Einw. – San Pedro 907 Einw. – San Francisco 846 Einw. – Sinuta 827 Einw. – Uncia 805 Einw. – Primero de Mayo 782 Einw. – Nueva Tacopaya 777 Einw. – San Rafael 760 Einw. – Villa Porvenir 687 Einw. – Pueblo Nuevo Aroma 679 Einw. – Villa Urkupiña 668 Einw. – Independencia 664 Einw. – Maica Monte 655 Einw. – La Estrella 612 Einw. – Simón Bolívar 601 Einw. – Santa Rosa 561 Einw. – Tocopilla 559 Einw. – Cuarenta Arroyos 551 Einw. – San Gabriel 548 Einw. – Villa Bolívar 532 Einw. – San Juan de Icoya 511 Einw. – San José 435 Einw. – Ichoa 484 Einw. – Eduardo Avaroa 467 Einw. – Senda Bayer 407 Einw. – Litoral 380 Einw. – Moleto 343 Einw. – San Francisco Alto 372 Einw. – Villa General Román 257 Einw. – San Miguel 252 Einw. – Puerto San Francisco 243 Einw.